# Teinoletis
Teinoletis là một chi bướm đêm thuộc họ Erebidae.